# تيدار (مقاطعة دورود)
تيدار (بالفارسية: تی‌دار) هي قرية تقع في قسم حشمت‌آباد الريفي (مقاطعة دورود) في إيران. يقدر عدد سكانها بـ 63 نسمة .